# Ordre de la Gloire (Arménie)
Pour les articles homonymes, voir Gloire.
L’ordre de la Gloire est une décoration d’État de la république d’Arménie. Fondé en 2010, il récompense les mérites éminents des personnalités étrangères.

## Histoire
L’ordre a été créé le 22 décembre 2010. Les statuts sont votés par l’Assemblée nationale le 11 janvier 2011 et entrent en vigueur le 29 janvier 2011, après avoir obtenu la sanction présidentielle.
Il est destiné à récompenser « les contributions significatives au renforcement et à l’épanouissement des relations internationales, de la paix et de la sécurité internationale, à la protection des droits fondamentaux et des libertés, au développement des échanges économiques, et à la préservation des valeurs spirituelles et du patrimoine culturel ».
L’ordre n’est décerné qu’aux chefs d’État et de gouvernement étrangers, aux responsables d’organisations internationales, ainsi qu’aux chefs spirituels. Il est remis sur décret du président de la République.

## Organisation
L’ordre n’est composé que d’un seul grade de chevalier. Dans l’ordre de préséance, il arrive juste après l’ordre de la Croix militaire, ce qui le place au troisième rang, avant l’ordre de l’Honneur, fondé en 2000.

## Insignes
L’insigne, dont le dessin s’inspire de la Légion d’honneur française, est une étoile à cinq rayons doubles de vermeil, les dix pointes boutonnées. Le centre de l’étoile présente un médaillon émaillé de blanc chargé des grandes armes de l’Arménie. Comme la plupart des récompenses arméniennes, les commandes sont faites auprès de la Monnaie de Saint-Pétersbourg.

## Liste des chevaliers
- Dmitri Medvedev, le 4 octobre 2011, pour « sa grande contribution personnelle au renforcement des relations traditionnellement amicales entre les peuples arménien et russe, l’approfondissement du partenariat stratégique entre la république d’Arménie et la fédération de Russie, ainsi que le maintien de la paix et la sécurité internationale » ;
- Nicolas Sarkozy, le 8 octobre 2011, pour « sa contribution personnelle au renforcement de l’amitié arméno-française, l’approfondissement de la coopération entre l’Arménie et France, ainsi que la protection de la paix et la sécurité internationale ».
- François Hollande, le 12 mai 2014, pour « sa grande contribution personnelle au renforcement et au développement des relations traditionnelles d'amitié franco-arméniennes, à l'approfondissement et à l'élargissement de la coopération entre la république d'Arménie et la République française » ;
- Tomislav Nikolić, le 11 novembre 2014, à l'occasion de sa visite officielle en Arménie et pour célébrer l'amitié arméno-serbe.